# Câu lạc bộ bóng đá chuyên nghiệp Việt Nam
Theo Khoản 1 Điều 6 Quy chế bóng đá chuyên nghiệp Việt Nam 2011 thì:
| “                                             | "Câu lạc bộ bóng đá chuyên nghiệp là một doanh nghiệp do tổ chức, cá nhân thành lập để thực hiện đào tạo, huấn luyện cầu thủ và tổ chức thi đấu bóng đá chuyên nghiệp; kinh doanh, dịch vụ trong lĩnh vực bóng đá và các lĩnh vực khác theo quy định của Pháp luật. Các Câu lạc bộ (CLB) có tư cách pháp nhân khác là CLB bán chuyên nghiệp." | ” |
| — Quy chế bóng đá chuyên nghiệp Việt Nam 2011 | |   |

Khoản 1 Điều 7 quy chế trên quy định tên của câu lạc bộ bóng đá chuyên nghiệp:
| “ | "1. Tên CLB: Tên riêng (Nick Name) hoặc tên Doanh nghiệp + tên Địa phương. Tên CLB phải được giữ lâu dài không thay đổi trong nhiều năm; tên nhà tài trợ chỉ được gắn với tên đội bóng khi tham dự giải (nếu CLB xét thấy cần thiết). CLB phải đăng ký tên đầy đủ và tên viết tắt." | ” |
| — | |   |

## Cáccâu lạc bộthi đấu ởGiải bóng đá vô địch quốc gia2025–26
Dưới đây là danh sách câu lạc bộ bóng đá chuyên nghiệp tại Việt Nam xếp theo năm chuyển đổi, thi đấu tại mùa giải 2025–26 .
| STT | Tên đầy đủ                                       | Tên ngắn              | Tổng hành dinh        | Năm chuyển đổi chuyên nghiệp | Mùa thi đấu V.League 1          | Mùa thi đấu V.League 2     | Đơn vị chủ quản                            |
| --- | ------------------------------------------------ | --------------------- | --------------------- | ---------------------------- | ------------------------------- | -------------------------- | ------------------------------------------ |
| 1   | Câu lạc bộ bóng đá Công an Thành phố Hồ Chí Minh | Thành phố Hồ Chí Minh | Thành phố Hồ Chí Minh | 2001                         | 2001-2003, 2005-2009, 2017-2021 | 2004, 2010-2012, 2014-2016 | Công ty TNHH Bóng đá Thành phố Hồ Chí Minh |
| 2   | Câu lạc bộ bóng đá Hoàng Anh Gia Lai             | Hoàng Anh Gia Lai     | Gia Lai               | 2002                         | 2003-2021                       |                            | Công ty CP Hoàng Anh Gia Lai               |
| 3   | Câu lạc bộ bóng đá Becamex Thành phố Hồ Chí Minh | Becamex Bình Dương    | Bình Dương            | 2002                         | 2004-2021                       | 2003                       | Công ty CP Bóng đá Bình Dương              |
| 4   | Câu lạc bộ bóng đá Thép xanh Nam Định            | Thép Xanh Nam Định    | Nam Định              | 2003                         | 2003-2010, 2018-2021            | 2011, 2015-2017            | Công ty CP Thể thao Nam Định               |
| 5   | Câu lạc bộ bóng đá Hà Nội                        | Hà Nội FC             | Hà Nội                | 2006                         | 2009-2021                       | 2008                       | Công ty CP Thể thao T&T                    |
| 6   | Câu lạc bộ bóng đá Hải Phòng                     | Hải Phòng FC          | Hải Phòng             | 2007                         | 2008-2021                       |                            | Công ty CP Thể thao Hải Phòng              |
| 7   | Câu lạc bộ bóng đá SHB Đà Nẵng                   | SHB Đà Nẵng           | Đà Nẵng               | 2009                         | 2009-2021                       |                            | Công ty CP Thể thao SHB - Đà Nẵng          |
| 8   | Câu lạc bộ bóng đá Sông Lam Nghệ An              | Sông Lam Nghệ An      | Nghệ An               | 2009                         | 2009-2021                       |                            | Công ty CP Bóng đá Sông Lam Nghệ An        |
| 9   | Câu lạc bộ bóng đá Thanh Hóa                     | Đông Á Thanh Hóa      | Thanh Hóa             | 2010                         | 2010-2021                       |                            | Công ty CP Bóng đá Thanh Hóa               |
| 10  | Câu lạc bộ bóng đá Hồng Lĩnh Hà Tĩnh             | Hồng Lĩnh Hà Tĩnh     | Hà Tĩnh               | 2019                         | 2020-2021                       | 2019                       | Công ty Cổ phần Bóng đá Hồng Lĩnh Hà Tĩnh  |
| 11  | Câu lạc bộ bóng đá Quảng Nam                     | Quảng Nam FC          | Quảng Nam             | 2010                         | 2014-2020, 2023–24 - 2024–25    | 2011-2013, 2021-2023       | Công ty CP Bóng đá Quảng Nam               |
| 12  | Câu lạc bộ bóng đá Bình Định                     | Topenland Bình Định   | Bình Định             | 2010                         | 2021                            | 2010-2019                  | Công ty Cổ phần Bóng đá SQC Bình Định      |
| 13  | Câu lạc bộ bóng đá Công An Hà Nội                | Công An Hà Nội        | Hà Nội                | 2023                         | 2023-2024–25                    |                            | Công ty TNHH Bóng đá CATP Hà Nội           |
| 14  | Câu lạc bộ bóng đá Thể Công -Viettel             | Thể Công -Viettel     | Hà Nội                | 2014                         | 2019-2021                       | 2016-2018                  | Tập đoàn Công nghiệp - Viễn thông Quân đội |

## Các câu lạc bộ thi đấu ởGiải bóng đá hạng nhất quốc gia Việt Nam2024–25
| STT | Tên đầy đủ                                   | Tên ngắn            | Tổng hành dinh        | Năm chuyển đổi chuyên nghiệp | Mùa thi đấu V.League 1 | Mùa thi đấu V.League 2 | Đơn vị chủ quản                               |
| --- | -------------------------------------------- | ------------------- | --------------------- | ---------------------------- | ---------------------- | ---------------------- | --------------------------------------------- |
| 1   | Câu lạc bộ bóng đá PVF-CAND                  |                     | Hưng Yên              | 2019                         |                        |                        | Bộ Công An Việt Nam                           |
| 2   | Câu lạc bộ bóng đá Phù Đổng Ninh Bình        |                     | Ninh Bình             | 2019                         |                        |                        |                                               |
| 3   | Câu lạc bộ bóng đá Khacato Khánh Hòa         | Khánh Hòa           | Khánh Hòa             | 2011                         | 2015-2019              | 2012, 2014             | Công ty CP Bóng đá Khánh Hòa                  |
| 4   | Câu lạc bộ bóng đá Đồng Tháp                 | Đồng Tháp           | Đồng Tháp             | 2010                         |                        |                        | Công ty Trách nhiệm hữu hạn Bóng đá Đồng Tháp |
| 5   | Câu lạc bộ bóng đá Trường Tươi Bình Phước    | Bình Phước FC       | Bình Phước            | 2015                         |                        | 2015-2019              | Sở Văn hóa Thể thao Du lịch tỉnh Bình Phước   |
| 6   | Câu lạc bộ bóng đá Hòa Bình                  |                     | Hòa Bình              | 2022                         |                        |                        | Công ty Cổ phần Bóng đá Hòa Bình              |
| 7   | Câu lạc bộ bóng đá Long An                   |                     | Long An               | 2001                         |                        |                        | Công ty cổ phần phát triển thể thao Long An   |
| 8   | Câu lạc bộ bóng đá Bà Rịa – Vũng Tàu         |                     | Bà Rịa – Vũng Tàu     |                              |                        |                        |                                               |
| 9   | Câu lạc bộ bóng đá Bình Định                 | Topenland Bình Định | Bình Định             | 2010                         | 2021                   | 2010-2019              | Công ty Cổ phần Bóng đá SQC Bình Định         |
| 10  | Câu lạc bộ bóng đá Huế                       |                     | Huế                   |                              |                        |                        | Đoàn Bóng Đá Huế                              |
| 11  | Câu lạc bộ bóng đá Trẻ Thành phố Hồ Chí Minh |                     | Thành Phố Hồ Chí Minh | 2024                         |                        | 2024–25                |                                               |

## Các câu lạc bộ chuyên nghiệp khác
Dưới đây là danh sách câu lạc bộ đang thi đấu ở các giải hạng dưới hoặc đã từng tồn tại nhưng trong quá khứ đã từng thi đấu ở V.League hoặc Giải hạng Nhất Quốc gia.
| STT | Tên đầy đủ                                      | Tên ngắn                   | Tổng hành dinh        | Năm chuyển đổi chuyên nghiệp | Mùa thi đấu V-League | Mùa thi đấu Hạng Nhất | Công ty mẹ / Nhà tài trợ                                                     |
| --- | ----------------------------------------------- | -------------------------- | --------------------- | ---------------------------- | -------------------- | --------------------- | ---------------------------------------------------------------------------- |
| 1   | Câu lạc bộ bóng đá Hòa Phát Hà Nội              | Hòa Phát Hà Nội            | Hà Nội                | 2006                         |                      |                       | Công ty Cổ phần bóng đá Hòa Phát                                             |
| 3   | Câu lạc bộ bóng đá Tây Ninh                     | Xi măng Fico Tây Ninh      | Tây Ninh              | 2005                         |                      |                       | Công ty Cổ phần Bóng đá Tây Ninh                                             |
| 5   | Câu lạc bộ bóng đá Bình Thuận                   | Bình Thuận FC              | Bình Thuận            | 2004                         |                      |                       |                                                                              |
| 1   | Câu lạc bộ bóng đá Đồng Tâm Long An             | Đồng Tâm Long An           | Long An               | 2000                         |                      |                       | Công ty Trách nhiệm hữu hạn Thể thao Đồng Tâm                                |
| 5   | Câu lạc bộ bóng đá Xi măng The Vissai Ninh Bình | Vissai Ninh Bình           | Ninh Bình             | 2006                         |                      |                       | Công ty Trách nhiệm hữu hạn Thể thao Hoàng Phát                              |
| 7   | Câu lạc bộ bóng đá An Giang                     | An Giang FC                | An Giang              | 2011                         | 2014                 | 2012-2013, 2019       | Trung tâm Bóng đá An Giang                                                   |
| 11  | Câu lạc bộ bóng đá Sài Gòn Xuân Thành           | Xi măng Sài Gòn Xuân Thành | Thành phố Hồ Chí Minh | 2011                         |                      |                       | Công ty Cổ phần bóng đá Sài Gòn Xuân Thành                                   |
| 12  | Câu lạc bộ bóng đá Kiên Giang                   | Kienlongbank Kiên Giang    | Kiên Giang            | 2011                         |                      |                       | Công ty Cổ phần Bóng đá Kiên Giang                                           |
| 13  | Câu lạc bộ bóng đá Sài Gòn                      | Sài Gòn                    | Thành phố Hồ Chí Minh | 2010                         | 2016-2021            | 2011-2015             | Công ty CP Phát triển bóng đá Sài Gòn                                        |
| 114 | Câu lạc bộ bóng đá Than Quảng Ninh              | Than Quảng Ninh            | Quảng Ninh            | 2014                         | 2014-2021            |                       | Công ty TNHH MTV Bóng đá Quảng Ninh                                          |
| 15  | Câu lạc bộ bóng đá TDC Bình Dương               | TDC Bình Dương             | Bình Dương            | 2008                         |                      |                       | Công ty Cổ phần bóng đá Bình Dương                                           |
| 16  | Câu lạc bộ bóng đá Cần Thơ                      | Cần Thơ Capital            | Cần Thơ               | 2010                         | 2015-2018            | 2010-2014, 2019-2021  | Công ty Trách nhiệm hữu hạn Nhà nước Một thành viên Xổ số Kiến thiết Cần Thơ |
|     |                                                 |                            |                       |                              |                      |                       |                                                                              |